# شته (رومانی)
شهر شته (به رومانیایی: Ştei) در شهرستان بیهور در کشور رومانی واقع شده‌است. جمعیت این شهر ۹٬۴۶۶ نفر است.